# Reacție Reformatsky
Reacția Reformatsky (câteodată scrisă și sub forma Reformatskii) este o reacție organică de condensare a aldehidelor sau cetonelor, cu α-halogeno-esteri, în care se utilizează zincul metalic și se obțin β-hidroxi-esteri:
Compusul organozincic, denumit și 'enolat Reformatsky', se obține în urma reacției dintre alfa-halogeno-ester și zincul metalic. Enolații aceștia sunt mult mai puțin reactivi decât enolații analogi cu litiu sau reactivii Grignard. Astfel, adiția nucleofilă la grupa ester nu poate avea loc sau este aproape neglijabilă. Reacția a fost descoperită de Sergey Nikolaevich Reformatsky. Au fost publicate câteva revizuiri ale reacției.

## Mecanism
Pentru formarea agentului organozincic, are loc o inserție a zincului metalic în legătura carbon-halogen a α-haloesterului prin adiție oxidativă (1). Acest compus dimerizează și suferă o transpoziție formând doi enolați de zinc (2). Atomul de oxigen carbonilic din aldehidă sau din cetonă va coordina zincul, formând o stare de tranziție (3). Acesta suferă o transpoziție, iar zincul se mută la oxigenul carbonilic, iar concomitent are loc formarea unei legături carbon-carbon (4). Prin intervenția unui acid (5,6) se elimină săruri de zinc și β-hidroxi-esterii corespunzători (7).